# Доманевиці (Білобжезький повіт)
Доманевиці (пол. Domaniewice) — село в Польщі, у гміні Промна Білобжезького повіту Мазовецького воєводства.
Населення — 92 особи (2011).
У 1975-1998 роках село належало до Радомського воєводства.

## Демографія
Демографічна структура станом на 31 березня 2011 року:
|          | Загалом | Допрацездатний вік | Працездатний вік | Постпрацездатний вік |
| -------- | ------- | ------------------ | ---------------- | -------------------- |
| Чоловіки | 45      | 13                 | 29               | 3                    |
| Жінки    | 47      | 10                 | 28               | 9                    |
| Разом    | 92      | 23                 | 57               | 12                   |